# Ngaire Galloway
Ngaire Galloway JP (* 31. Oktober 1925 in Cambridge als Ngaire Lane; † 9. Juli 2021 in Nelson) war eine neuseeländische Schwimmerin.

## Leben
Ngaire Galloway, geborene Lane, kam als Tochter von Mabel Doris Lane (geborene Saxy) und William George Lane im neuseeländischen Cambridge zur Welt. Sie besuchte die Otago Girls’ High School in Dunedin. 1940 wurde sie neuseeländische Juniorenmeisterin über 50 und 100 Yards Freistil sowie über 50 Yards Rücken, wo sie zudem einen neuen nationalen Juniorenrekord aufstellte. 1943 stellte sie einen neuen nationalen Intermediate Rekord über 100 Yards Rücken und im folgenden Jahr bei den Senioren über 220 Yards Rücken auf. Durch diese Rekorde war sie die erste neuseeländische Schwimmerin, die gleichzeitig Junioren-, Intermediate- und Senioren-Rekordhalterin war. Von 1944 bis 1949 wurde sie jedes Jahr neuseeländische Meisterin über 100 Yards und 220 Yards Rücken sowie 1947 über 100 Yards Lagen und 50 Yards Freistil.
Bei den Olympischen Sommerspielen 1948 in London gehörte Lane als einzige Frau der siebenköpfigen Delegation Neuseelands an. Im Wettkampf über 100 m Rücken schied sie im Halbfinale aus. Ein Jahr später beendete sie ihre Karriere als Schwimmerin. Am 21. Mai 1949 heiratete sie Kenneth Miller Galloway und zog mit ihm nach Nelson, wo das Paar fünf Kinder großzog.
1980 wurde Ngaire Galloway zur Friedensrichterin ernannt.
Ihre Enkelin Gina Galloway ist ebenfalls Schwimmerin und nahm an den Olympischen Jugend-Sommerspielen 2018 teil.
Am 9. Juli 2021 starb Galloway als letzte Überlebende der neuseeländischen Olympiamannschaft von 1948.